# Campionato oceaniano femminile di pallacanestro 2007
Il 12º Campionato Oceaniano Femminile di Pallacanestro FIBA 2007 (noto anche come FIBA Oceania Championship for Women 2007) si è svolto dal 26 al 29 settembre 2007 in Nuova Zelanda, nella città di Dunedin.
I Campionati oceaniani femminili di pallacanestro sono una manifestazione biennale tra le squadre nazionali femminili del continente, organizzata dalla FIBA Oceania.

## Squadre partecipanti
- Australia
- Nuova Zelanda
- Figi Vincitrice dei South Pacific Games.

## Sedi delle partite
| Gara            | Città   | Impianto     |
| --------------- | ------- | ------------ |
| Gruppo e Finale | Dunedin | Egdar Centre |

## Qualificazioni olimpiche
L'Australia è già qualificata alle olimpiadi di diritto, in quanto nazionale vincente dei Campionati del Mondo per Donne FIBA 2006. La squadra campione d'Oceania parteciperà di diritto alle Olimpiadi di Pechino 2008. Inoltre la squadra perdente parteciperà al Torneo di Qualificazione Olimpica.

## Classifica e Gare
| Squadra          | P | V | P | PF  | PS  | Dif  |
| ---------------- | - | - | - | --- | --- | ---- |
| 1. Australia     | 4 | 2 | 0 | 214 | 78  | +136 |
| 2. Nuova Zelanda | 3 | 1 | 1 | 164 | 109 | +55  |
| 3. Figi          | 2 | 0 | 2 | 63  | 254 | -191 |

| Luogo   | Data         | Squadra       | Punteggio | Squadra   |
| Dunedin | 26 settembre | Nuova Zelanda | 46 - 78   | Australia |
| Dunedin | 27 settembre | Australia     | 136 - 32  | Figi      |
| Dunedin | 28 settembre | Nuova Zelanda | 118 - 31  | Figi      |

## Finale
| Luogo   | Data         | Squadra   | Punteggio | Squadra       |
| Dunedin | 29 settembre | Australia | 87 - 46   | Nuova Zelanda |

## Campione
Australia
(11º titolo)

## Squadre qualificate alle Olimpiadi
- Nuova Zelanda
- Australia (già qualificata in quanto Campione del Mondo)

Le  Figi dovranno disputare il torneo di qualificazione olimpica nel 2008 per accedere al torneo olimpico di Pechino 2008.